# Catedral da Dormição (Vladimir)

A Catedral da Dormição (ou Catedral da Assunção) costumava ser a catedral-mãe do Império Russo medieval nos séculos XIII e XIV. É parte do sítio classificado como Patrimônio Mundial denominado Monumentos Brancos de Vladimir e Susdália. 

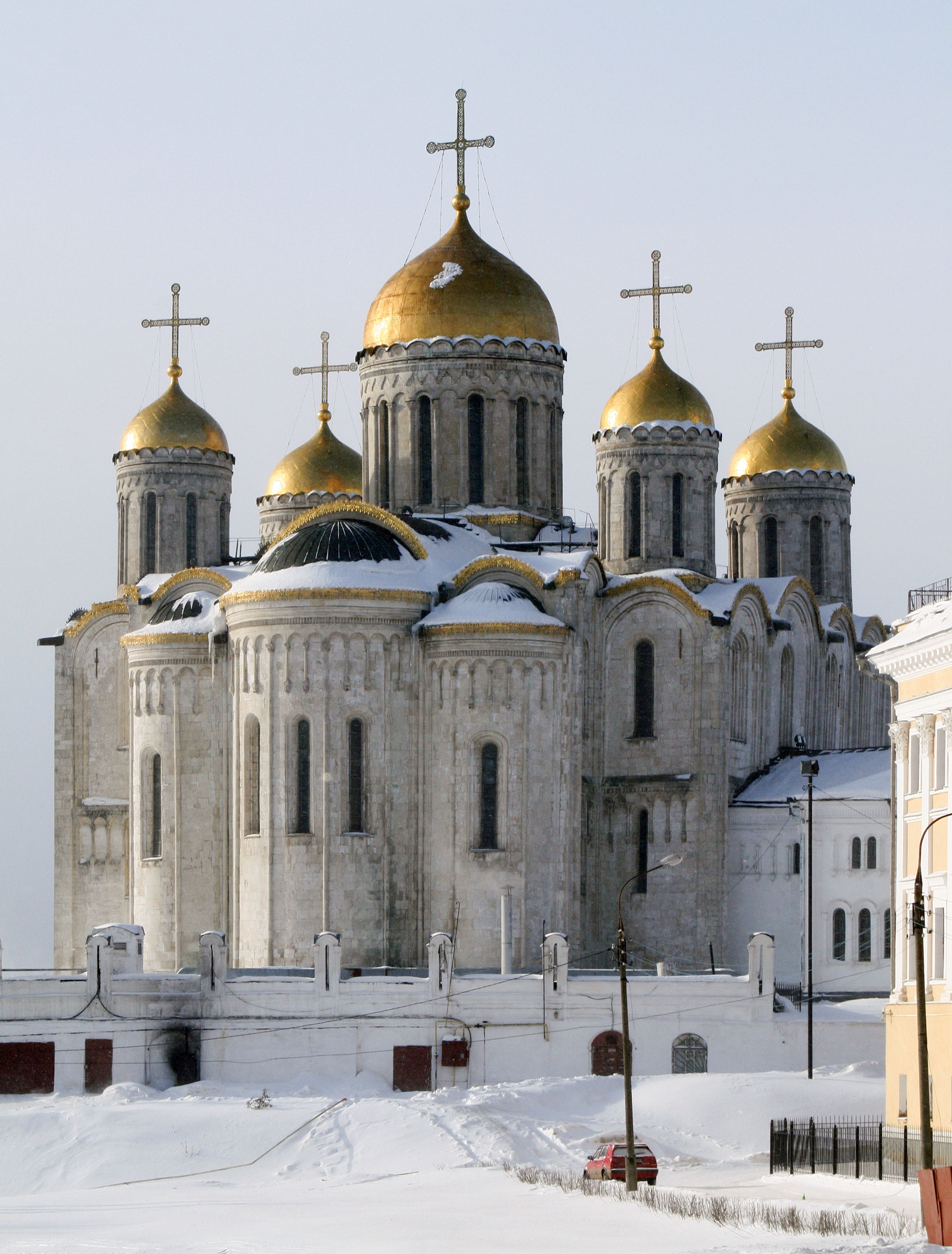
Vista da catedral (2008).

A catedral foi encomendada por André I e consagrada à Dormição de Maria, que promoveu como protetora de suas terras. Originalmente construída em 1158-1160, a catedral foi aumentada em 1185-1189 para refletir o prestígio de Vladimir. Permaneceu a maior igreja da Rússia durante mais de três séculos. 
André e outros regentes do Principado de Vladimir-Susdália foram enterrados na cripta dessa igreja. Diferente de outras igrejas, sobreviveu à grande devastação da cidade em 1239, quando os bandos de Mongóis de Batu Khan tomaram a capital. 
O interior foi pintado no século XII e depois repintado por Andrei Rublev e Daniil Chyorny em 1408. A Catedral da Dormição serviu como modelo para Aristotele Fioravanti quando ele projetou no Kremlin de Moscovo a Catedral da Dormição em 1475-1479. 